# Alegerile pentru Consiliul de Securitate al Organizației Națiunilor Unite (ianuarie 1946)
Primele alegeri de până în Consiliul de Securitate ONU au fost organizate 12 ianuarie 1946 la o Adunare Generală a ONU în Westminster Central Hall din Westminster, Londra, Marea Britanie. În timpul alegerilor, ales șase non-permanent al ONU Consiliului de Securitate al ONU.
Noi membrii nepermanenți din Organizației Națiunilor Unite a Consiliului de Securitate aleși pentru 2 ani Australia, Brazilia, Egipt, Mexic, Țările de Jos și Polonia.

## Candidații
În total au fost 18 candidați pentru șase locuri.